# Loterie des lingots d'or
 (janvier 2016).
La loterie des lingots d'or était, en France, une célèbre loterie à vocation politique organisée par la « Société des lingots d'or », société créée par décret le 3 août 1850. Elle avait pour vocation de convoyer en Californie 5 000 ouvriers au chômage. Loterie truquée, son ambition réelle était d'évacuer de Paris les indésirables, ainsi que les simples indigents. Le gagnant du lingot est un vigneron de Bouzy, Louis Médard Yvonnet.

## Objectifs
Organisée par le préfet de police de Paris, Pierre Carlier, sur la suggestion de l'armateur Jules Langlois, elle avait pour vocation de convoyer en Californie 5 000 ouvriers au chômage.
Les Parisiens sans ressources ayant l'expérience des armes, les anciens de la garde mobile et de la garde républicaine notamment d'une part, et les révolutionnaires et les émeutiers d'autre part, suscitaient particulièrement la méfiance des nouvelles autorités.
Doté d'un gros lot qui était constitué d'une valeur de 400 000 francs exposé boulevard Montmartre à Paris, l'argent récupéré par la loterie permit en réalité aux autorités d'envoyer à San Francisco plus de 3 300 chercheurs d'or français, de 1851 à 1853.

## Organisation
Rêvant d'eldorado californien, les postulants au départ s'inscrivaient sur des registres d'inscription à la préfecture, dans lesquels cette dernière effectuait arbitrairement le choix des émigrants.
Si la quasi-totalité de ces derniers étaient des Parisiens, un dixième cependant étaient des provinciaux, notamment des personnes désargentées appuyées par des notables locaux, originaires soit de Saint-Servan (depuis rattachée à Saint-Malo), soit du Havre.
Cette présence s'explique par le fait que l'appel d'offre pour le transport des émigrants fut attribué en juillet 1851 pour 795 francs par émigrant adulte à un armateur havrais Louis Victor Marziou et que beaucoup de marins malouins, en proie à une crise économique locale, servaient alors sur la flotte havraise.
Arrivés à San Francisco, ceux qui avaient réchappé au passage du cap Horn et à la fièvre jaune déchantaient, puisqu'arrivant bien après la ruée dans une ville inflationniste et onéreuse.
Le gagnant du lingot est un vigneron de Bouzy, Louis Médard Yvonnet.

## Témoignage
Une jeune femme, Fanny Loviot, a laissé un rarissime témoignage écrit sur cette expédition dans un livre intitulé  Les pirates chinois : ma captivité dans les mers de la Chine, paru en 1858 à Paris. Elle y relate dans un chapitre le voyage du dixième convoi des « lingots d'or », celui de la goélette Indépendance du capitaine Allèmes, parti du Havre le 30 mai 1852 et arrivé à San Francisco, le 20 novembre de la même année.
Le fondateur de la boulangerie Boudin, Isidore Boudin a gagné son voyage vers la Californie grâce à cette loterie.